# Jules Lapierre
Jules Lapierre (Grenoble, 2 januari 1996) is een Franse langlaufer. Hij vertegenwoordigde zijn vaderland op de Olympische Winterspelen 2018 in Pyeongchang.

## Carrière
Bij zijn wereldbekerdebuut, in december 2017 in Lillehammer, scoorde Lapierre direct wereldbekerpunten. Tijdens de Olympische Winterspelen van in Pyeongchang eindigde hij als vijftiende op de skiatlon.
In januari 2019 behaalde de Fransman in Val di Fiemme zijn eerste toptienklassering in een wereldbekerwedstrijd. Op de wereldkampioenschappen langlaufen 2019 in Seefeld eindigde Lapierre als achttiende op de 30 kilometer skiatlon en als 24e op de 15 kilometer klassieke stijl. In Oberstdorf nam hij deel aan de wereldkampioenschappen langlaufen 2021. Op dit toernooi eindigde hij als zestiende op de 30 kilometer skiatlon, op de estafette sleepte hij samen met Hugo Lapalus, Maurice Manificat en Clément Parisse de bronzen medaille in de wacht.

## Resultaten

### Olympische Winterspelen
| Jaar | Plaats      | Resultaten         |
| ---- | ----------- | ------------------ |
| 2018 | Pyeongchang | 15e 30 km skiatlon |

### Wereldkampioenschappen
| Jaar | Plaats     | Resultaten                                   |
| ---- | ---------- | -------------------------------------------- |
| 2019 | Seefeld    | 24e 15 km klassieke stijl 18e 30 km skiatlon |
| 2021 | Oberstdorf | 16e 30 km skiatlon · 4×10 km estafette       |

### Wereldbeker
| Legenda | Legenda            |
| ------- | ------------------ |
| TdS     | Tour de Ski        |
| NO      | Nordic Opening     |
| LT      | Lillehammer Triple |
| RT      | Ruka Triple        |
| WBF     | Wereldbekerfinale  |
| STC     | Ski Tour Canada    |
| ST      | Ski Tour           |

Eindklasseringen
| Seizoen   | Algm | DI  | SP | TdS |
| --------- | ---- | --- | -- | --- |
| 2017/2018 | 126e | 83e | –  | –   |
| 2018/2019 | 36e  | 32e | –  | 14e |
| 2020/2021 | 44e  | 36e | –  | 20e |